# Olivier B. Bommel
Olivier B. Bommel, vaak heer Bommel genoemd, is een van de hoofdpersonages uit de Tom Poes-stripreeks, bedacht door Marten Toonder. Hij is een antropomorfe beer. Samen met de antropomorfe kat Tom Poes heeft hij de hoofdrol in de strip. Zijn roepnaam is Ollie.

## Oorsprong
In de strip maakte het personage zijn debuut op 12 juli 1941, in het derde avontuur van de Bommelsaga-krantenstripreeks: In de tovertuin. Aanvankelijk werd hij voorgesteld als een domme, lawaaierige, rijke buitenlander. Interviewer Joop Lücker van De Telegraaf adviseerde Toonder in augustus 1941 Ollie B. Bommel geen Amerikaans staatsburgerschap te geven. De VS zou wellicht in de oorlog stappen, hetgeen van Bommel een fout personage zou maken.
Hierna is heer Bommel altijd een vast personage in vrijwel alle Tom Poes-stripverhalen gebleven, met uitzondering van het 17e avontuur, Het geheim van het noorderlicht. Met de jaren heeft hij geleidelijk aan de hoofdrol deels overgenomen van Tom Poes.

## Kenmerken
Heer Bommel is sinds het verhaal De drakenburcht de vaste bewoner van slot Bommelstein. Dit kasteel is gelegen aan de Distellaan 13, vier kilometer ten zuiden van de stad Rommeldam, volgens het verhaal De Hachelbouten. Hij rijdt in een bescheiden auto, de Oude Schicht. Hij gaat doorgaans gekleed in een geruite open, gele jas met dubbele rode lijnen, en rookt als hij op zijn kasteel is vaak een pijp onder het genot van een glas Ulgarijnse foezel.
Heer Bommel gedraagt zich in de strip voornamelijk als een antiheld en een flat character. Hij is over het algemeen dom, ijdel, onzeker, naïef, onpraktisch, laf (terwijl hij zelf juist zo graag prat gaat op zijn vermeende dapperheid), onnadenkend, kortzichtig, impulsief, kleinzielig, koppig, betweterig en onvoorzichtig in zijn oordelen, maar ook volstrekt eerlijk en goed. Ook heeft hij erg veel zelfmedelijden. Met zijn ondoordachte en onbesuisde acties veroorzaakt hij vaak problemen, die dan meestal door zijn vriend Tom Poes worden opgelost. Bommels verzuchting "Tom Poes, verzin een list" is een gevleugelde uitdrukking geworden. Door zijn kortzichtigheid en zelfoverschatting heeft hij dit niet altijd in de gaten en hij gunt Tom Poes dan ook zelden de eer die laatstgenoemde toekomt. Vaak (en met name in de ballonstrips) geeft heer Bommel de schuld van de moeilijkheden die hij zelf heeft veroorzaakt juist aan Tom Poes. Als Tom Poes de situatie dan heeft weten te redden, doet heer Bommel vaak alsof hijzelf degene is die het heeft opgelost. Anderzijds heeft heer Bommel het hart moreel gezien volledig op de goede plek. Hij is bereid om altijd te hulp te schieten waar nodig. Niet zelden wordt hij door zijn barmhartigheid tot grootse daden aangezet.:p. 11-12
Heer Bommel gaat graag op trektocht om van de natuur te genieten en andere streken te bezoeken. Tom Poes moet dan de rugzak dragen. Meestal loopt zo'n reis al spoedig op een teleurstelling uit, het is koud en nat, Joost is er niet met de ochtendpap en Tom Poes denkt alleen maar aan zichzelf.
Bommel is een "heer van stand", naar eigen zeggen, hoewel dit met name door de markies de Canteclaer (die hem over het algemeen maar een parvenu vindt) fel wordt bestreden. Slot Bommelstein is de markies een doorn in het oog en de bewoner ervan is zo mogelijk nog erger. Hoewel heer Bommel niet over de kennis, intelligentie en manieren beschikt die de markies van een "heer van stand" verwacht, maken zijn gulheid, gastvrijheid en vergevingsgezindheid veel goed en geldt hij in Rommeldam als een ietwat excentriek, maar gewaardeerd medeburger, wat tot uiting komt in zijn lidmaatschap van de Kleine Club.
Aangezien een "heer van stand" een "teer gestel" heeft, zorgt de onvolprezen bediende Joost voor alle dagelijkse beslommeringen, inclusief het eten ("een eenvoudige doch voedzame maaltijd"). Vanaf het verhaal De kiekvogel ontstaat er een verhouding met heer Bommels buurvrouw Anne Marie Doddel. Deze juffrouw vestigt zich in het laatste door Toonder gemaakte verhaal, Het einde van eindeloos, definitief op Bommelstein als Bommels echtgenote.
Zijn grootste bewonderaar is Kwetal, die Bommel "een groot denkraam" toedicht en blindelings vertrouwt op diens oordeel. Dit heeft niet altijd gunstige gevolgen, maar heer Bommel weet met de hulp van Tom Poes de zaken meestal weer ten goede te keren, zodat Kwetal zelden in zijn vertrouwen wordt teleurgesteld. Ook mevrouw Doddel heeft een grote bewondering voor “Ollie”.
In het verhaal Het slaagsysteem blijkt dat heer Bommel op zondag de dertiende jarig is. In het verhaal Tom Poes en de astromanen komt men te weten dat hij onder het sterrenbeeld Boogschutter geboren is.
In De meester-schilder heeft hij familieportretten hangen van zijn oudoom Zebedeus Quirinus, oom Archibald, peettante Oliva, grootvader en neef Zacharias.

## Naam
De naam Olivier B. Bommel is misschien door Toonder bedoeld geweest om Amerikaans over te komen (Amerikanen hebben haast altijd twee voornamen, waarvan de tweede meestal wordt afgekort). Waar Toonder zijn inspiratie voor de naam "Bommel" vandaan haalde, is niet duidelijk; misschien is er een verband met de gewestelijke benaming "bommel" voor iets wat groot is in zijn soort.
Marten Toonder heeft verklaard, onder andere in een radio-interview in 1973, dat de initiaal "B." in heer Bommels volledige naam nergens voor staat. In de brievenrubriek Van heer tot heer in het weekblad Tom Poes, dat van 1947 tot 1951 verscheen, beweerde een redactrice dat de B voor Berendinus stond. Ook is deze tweede naam te lezen in het profiel over de Bommelstrip op de website van de NRC. De naam Bommel is later gepopulariseerd onder Nederlandse studenten, door de vernoeming van meerdere cafés en een studentenhuis in Rotterdam.
De personages in de strip hebben verschillende manier om Heer Bommel aan te spreken. De verteller verwijst meestal naar hem als “heer Bommel”. Tom Poes spreekt hem steevast aan als “heer Ollie”. Zijn bediende Joost noemt hem “Heer Olivier”, terwijl Amos W. Steinhacker hem “OBB” noemt. De meeste andere personages zeggen kortweg “Bommel” en tutoyeren hem. Heer Bommel noemt van zijn kant Tom Poes steevast “jonge vriend”. Doddeltje spreekt hem aan met "Ollie", behalve als deze haar "mevrouw" noemt, dan repliceert zij steevast "Zeg maar Doddeltje, mallerd".

## In populaire cultuur

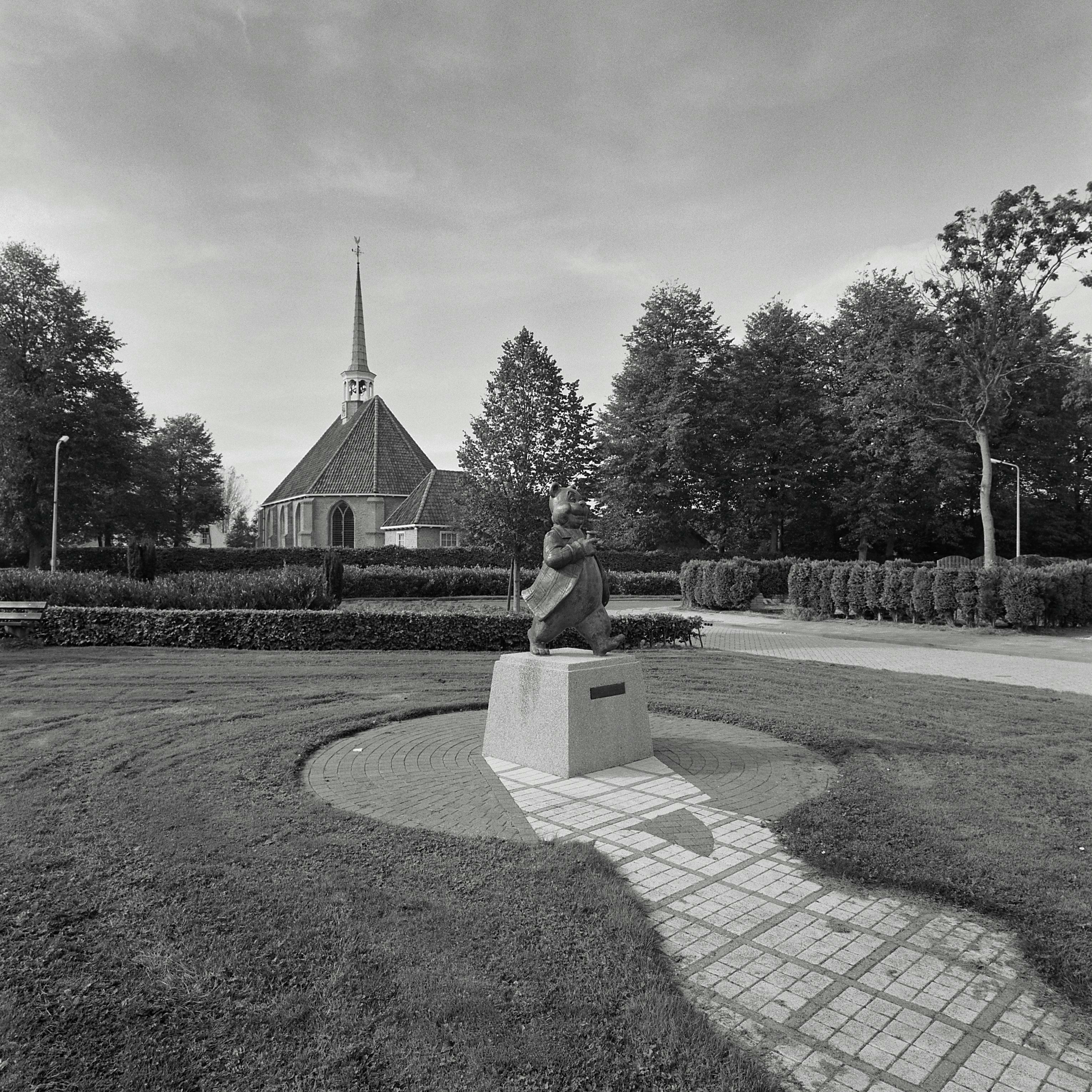
Standbeeld van Olivier B.Bommel voor de Nederlands-hervormde kerk in Den Bommel

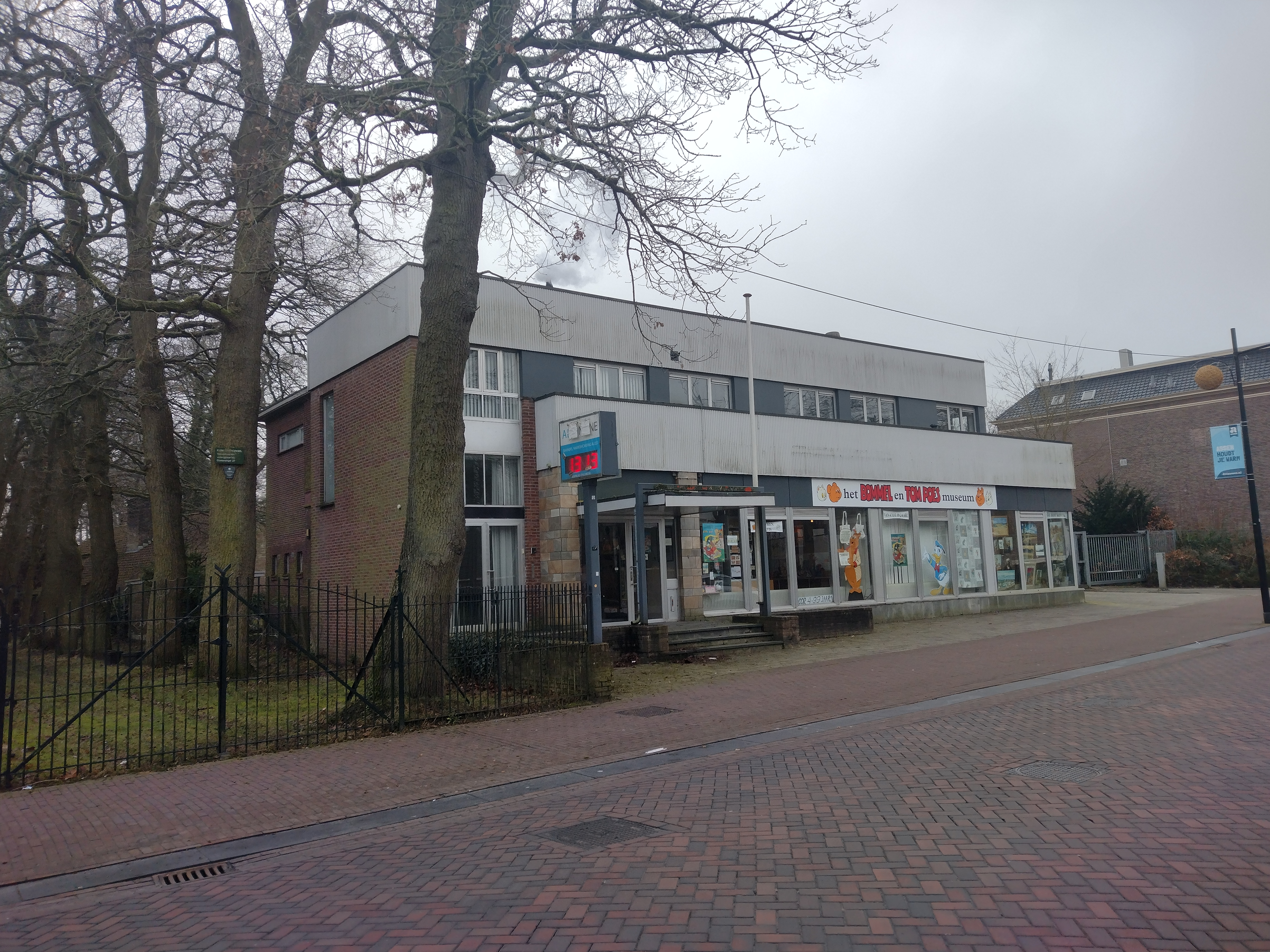
Het museum in Assen

Sinds 1964 staat een standbeeld van Olivier B. Bommel in het centrum van Den Bommel. Het oorspronkelijke beeld was een initiatief van het Leidse studentendispuut Ollie B. Het werd in 1995 vervangen door een bronzen exemplaar; het oude beeld staat sindsdien in de openbare basisschool Ollie B. Bommel.
In 1983 is er een avondvullende tekenfilm van Olivier B. Bommel met de titel Als je begrijpt wat ik bedoel uitgebracht door Toonder Studio's. De film stond onder regie van Harrie Geelen.
In 1997, en in de reprise van 2006, speelde Jon van Eerd de rol van Olivier B. Bommel in de musical Olivier B. Bommel en de Trullenhoedster. Deze musical was onder het toeziend oog van Marten Toonder tot stand gekomen bij het productiehuis van Opus One. Opus One bracht in het seizoen 2011-2012 een productie van Ollie B. Bommel op de planken genaamd Ollie B. Bommel en Tom Poes in de nieuwe ijstijd. 2012 was tevens het 100ste geboortejaar van Marten Toonder en de voorstelling stond dan ook in het teken van deze gebeurtenis.
In Zoeterwoude bevindt zich sinds 1998 Museum De Bommelzolder. In dit museum is een grote collectie met werken van Toonder.
In 2006 is het boekje Bommel-citaten gepubliceerd. Per onderwerp gerubriceerd geven de citaten een scherp inzicht in de denkwereld van Heer Olivier. Duidelijk blijkt dat hij voor elke situatie wel een goed woord heeft. (Zie ook #Citaten.)
In 2007 publiceerde Jenno Witsen de Bommel Reisgids, uitgegeven door Uitgeverij Ton Paauw en door De Bezige Bij. Hierin werd het gebied van slot Bommelstein, de stad Rommeldam en de bijbehorende buitengebieden gedetailleerd beschreven en in kaart gebracht.
In februari 2007 werd door de NPS begonnen aan een serie hoorspelen over Ollie B. Bommel, bestaande uit 440 afleveringen van een kwartier. De reeks is in een periode van twee jaar uitgezonden. Peter te Nuyl bewerkte de oorspronkelijke verhalen en nam de eindregie voor zijn rekening.
In oktober 2012 publiceerde Uitgeverij Personalia in samenwerking met de Toonder Compagnie de eerste Bommelglossy, een eenmalige uitgave ter gelegenheid van het Toonderjaar, met als hoofdredacteur Olivier B. Bommel zelf en bijdragen van diverse tekenaars en schrijvers, zoals Jan Kruis, Dick Matena, Thé Tjong-Khing, Midas Dekkers, Wil Raymakers, Gerben Valkema, Patty Klein, Jan van Haasteren, Jan Steeman, Jean-Marc van Tol, Andrea Kruis, Arend van Dam, Wim Hazeu en Peter van Straaten.
In juli 2022 opende in Assen het Bommel en Tom Poesmuseum.

## Varia
Een citaat uit een interview met Marten Toonder in Hervormd Nederland van 28 maart 1992 over Bommel als beer: 
De beer is een soort tussenvorm tussen geest en materie. Hij is een beetje onhandig, omdat de overbrugging tussen die twee zo ontzettend moeilijk is. Net zoals de mens probeert de beer het Hoge te bereiken, maar dat wordt bemoeilijkt door zijn eigen plompheid. Dat wist ik niet, maar dat heb ik vanzelf ontdekt door de theorieën van Bommel.

## Citaten
Heer Bommel bedient zich van een aantal zeer typerende uitspraken, die in de verhalen steeds terugkomen:
- "Als je begrijpt wat ik bedoel".
- "Zoals mijn goede vader zei."
- (als vervolg daarop:) "En daar houd ik mij aan."
- "Geld speelt geen rol."
- "[Ach] Hoe vreselijk is dit alles."
- "Verzin toch eens een list, jonge vriend!"
- "Denk toch niet altijd aan jezelf, jonge vriend!"
- "Hier ligt een mooie taak."
- "Zeg nu zelf."
- "Met mijn teer gestel."
- "Het is maar goed dat mijn (goede) vader dit niet heeft moeten meemaken."

De titels van de verhalenbundels (waarin meestal drie tekststripverhalen zijn opgenomen) zijn veelal gebaseerd op dit soort uitdrukkingen.
Heer Bommel gebruikt voor zichzelf maar wat graag de betiteling Een heer van stand. Ook zegt hij vaak "een heer" om naar zichzelf te verwijzen, in plaats van gewoon in de eerste persoon te spreken ("Al dit gedoe is toch niets voor een heer", "Een heer moet ook alles alleen doen", etc.).